# Estado Mayor de Austria-Hungría

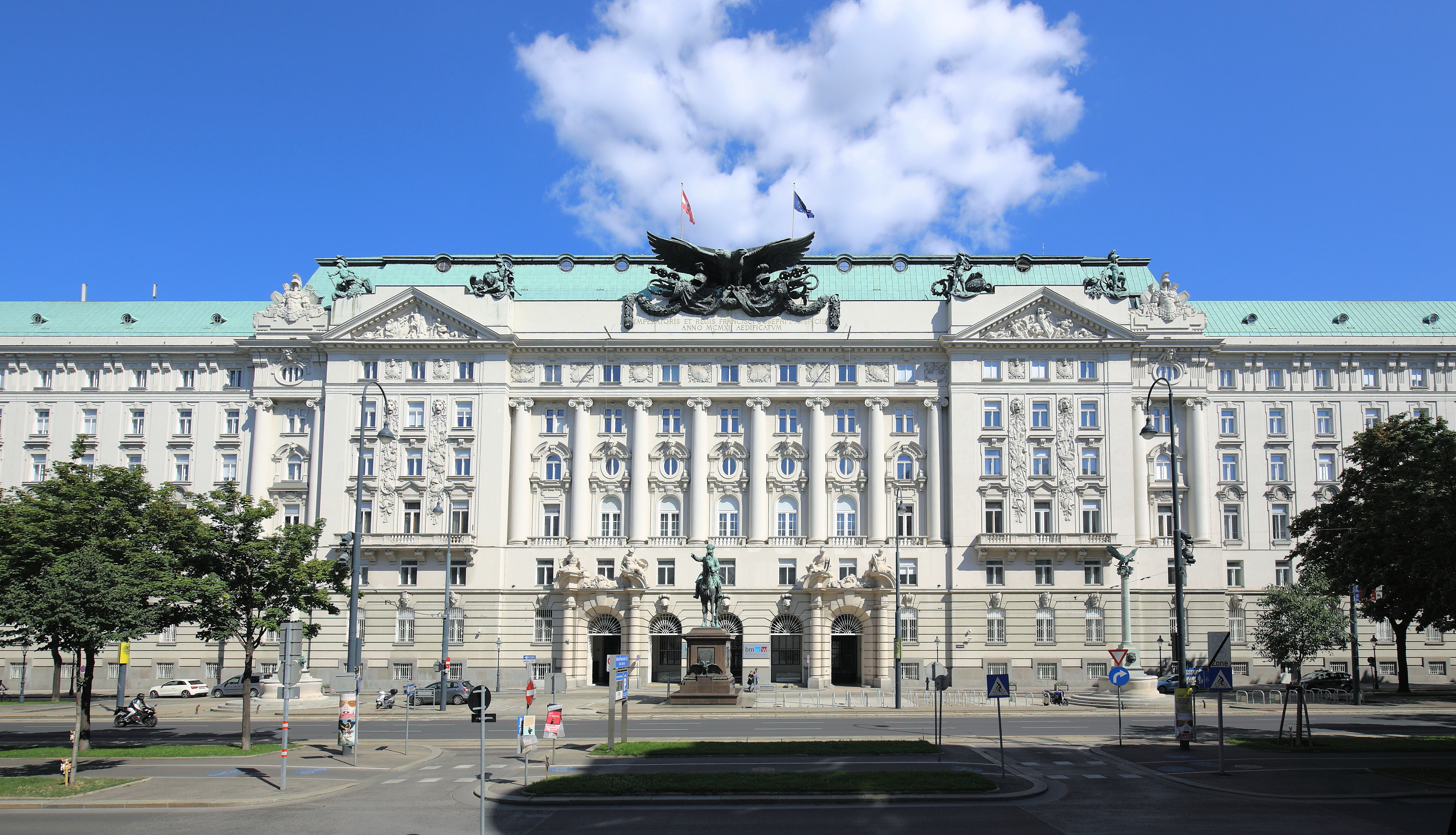
Edificio del Estado Mayor en la Ringstraße, Viena.

El Estado Mayor Imperial y Real (en alemán: k.u.k. Generalstab) de Austria-Hungría formaba parte del Ministerio de Guerra. Estaba encabezado por el Jefe del Estado Mayor de todas las Fuerzas Armadas (Chef des Generalstabes für die gesamte bewaffnete Macht), quien tenía acceso directo al Emperador.

## Responsabilidades
El estado mayor era responsable de la planificación y preparación, mientras que el Armeeoberkommando (AOK) era el alto mando operacional. De hecho como el AOK estaba bajo el mando directo del Emperador y el Jefe del Estado Mayor era su consejero en jefe, en la práctica el AOK estaba bajo el control del Jefe del Estado Mayor.

## Lista de jefes del Estado Mayor
† denota a personas que murieron en el cargo
| N.º | Retrato | Nombre (Nacimiento-Muerte)                                     | Asume el cargo          | Abandona el cargo       | Tiempo en el cargo |
| --- | ------- | -------------------------------------------------------------- | ----------------------- | ----------------------- | ------------------ |
| 1   |         | Feldmarschalleutnant Franz von John (1815-1876)                | 20 de diciembre de 1867 | 1869                    | 1-2 años           |
| 2   |         | Feldmarschalleutnant Joseph von Gallina (1820-1883)            | 1869                    | 1874                    | 4-5 años           |
| 3   |         | Feldzeugmeister Franz von John (1815-1876)                     | 1874                    | 25 de mayo de 1876 †    | 1-2 años           |
| 4   |         | Feldmarschalleutnant Anton von Schönfeld (1827-1898)           | 4 de junio de 1876      | 1881                    | 4-5 años           |
| 5   |         | Feldzeugmeister Friedrich von Beck-Rzikowsky (1830-1920)       | 1881                    | 1906                    | 24-25 años         |
| 6   |         | General der Infanterie Franz Conrad von Hötzendorf (1852-1925) | 1906                    | 1911                    | 4-5 años           |
| 7   |         | Generalmajor Blasius von Schemua (1856-1920)                   | 3 de diciembre de 1911  | 12 de diciembre de 1912 | 1 año, 9 días      |
| 8   |         | Generalfeldmarschall Franz Conrad von Hötzendorf (1852-1925)   | 12 de diciembre de 1912 | 1 de marzo de 1917      | 4 años, 79 días    |
| 9   |         | Generaloberst Arthur Arz von Straußenburg (1857-1935)          | 1 de marzo de 1917      | 3 de noviembre de 1918  | 1 año, 247 días    |